# Peter Richter (Physiker)
Peter H. Richter (* 13. November 1945 in Fallingbostel; † 19. Mai 2015 in Bremen) war ein deutscher Physiker. Bis zu seiner Pensionierung im Jahre 2011 hatte er einen Lehrstuhl für Theoretische Physik an der Universität Bremen inne.

## Biografie
Richter studierte nach dem Abitur 1964 in Osnabrück bis 1968 Physik an der Georg-August-Universität Göttingen und der Universität Birmingham. Er schrieb seine Diplomarbeit über die Theorie der Supraleitung bei Gerhart Lüders und promovierte zur Theorie der Phasenübergänge bei Siegfried Großmann in Marburg. Danach war er zunächst Assistent in Marburg und ab 1973 bei Manfred Eigen in Göttingen am Max-Planck-Institut für Biophysikalische Chemie. Ab 1977 war er zu einem Forschungsaufenthalt am Massachusetts Institute of Technology bei John Ross und 1979/1980 an der Universität Stanford, beide Male in der Abteilung theoretische Chemie. 1980 wurde er Professor für Theoretische Physik an der Universität Bremen, wo er bis 2002 Mitglied des Instituts für Dynamische Systeme war und insbesondere mit dem Mathematiker Heinz-Otto Peitgen zusammenarbeitete, und 1992 bis 2002 Sprecher des Graduiertenkollegs Komplexe Dynamische Systeme. 1985/1986 war er Gastprofessor an der Boston University.
Nach Anfängen in der Festkörperphysik befasste er sich vor allem seit der Zeit bei Eigen (der damals seine Hyperzyklen-Theorie der molekularbiologischen Evolution entwickelte) mit der Theorie der Evolution und biologischer und chemischer dynamischer Systeme (wie dem Immunsystem) und Strukturbildung in biologischen Systemen. In den 1980er Jahren in Bremen befasste er sich vor allem mit der Theorie der Fraktale, über deren Theorie er mit Heinz-Otto Peitgen ein Buch schrieb und Konferenzen in Oberwolfach und am Max-Planck-Institut für Mathematik organisierte. In den 1990er Jahren beschäftigte er sich mit Chaostheorie und integrablen Systemen z. B. in der klassischen Mechanik (Kreisel, Himmelsmechanik, elliptische Billards, Mehrfachpendel u. a.).
Richter war Vertrauensdozent der Studienstiftung des Deutschen Volkes und von 2002 bis 2005 Konrektor für Lehre und Studium der Universität Bremen. 1990 bis 1998 war er Vorsitzender der Olbers-Gesellschaft für Amateurastronomen in Bremen. 1995 bis 2000 war er im Vorstand der wissenschaftlichen Gesellschaft Wittheit zu Bremen. 2011 wurde er pensioniert, seit 2012 war er Wilhelm und Else Heraeus-Seniorprofessor für die Ausbildung von Studierenden des Lehramts Physik.
Richter war seit 1971 verheiratet mit Christiane Richter-Landsberg und hatte zwei Kinder.

## Schriften
- mit Heinz-Otto Peitgen: The Beauty of Fractals. Images of complex dynamical systems. Springer, Berlin 1986, ISBN 3-540-15851-0.
- (Hrsg.): Sonne, Mond, Kometen. Bremen und die Astronomie. Zum 75. Jahrestag der Gründung der Olbers Gesellschaft. Hauschild, Bremen 1995, ISBN 3-929902-84-2.